# Hòmiel

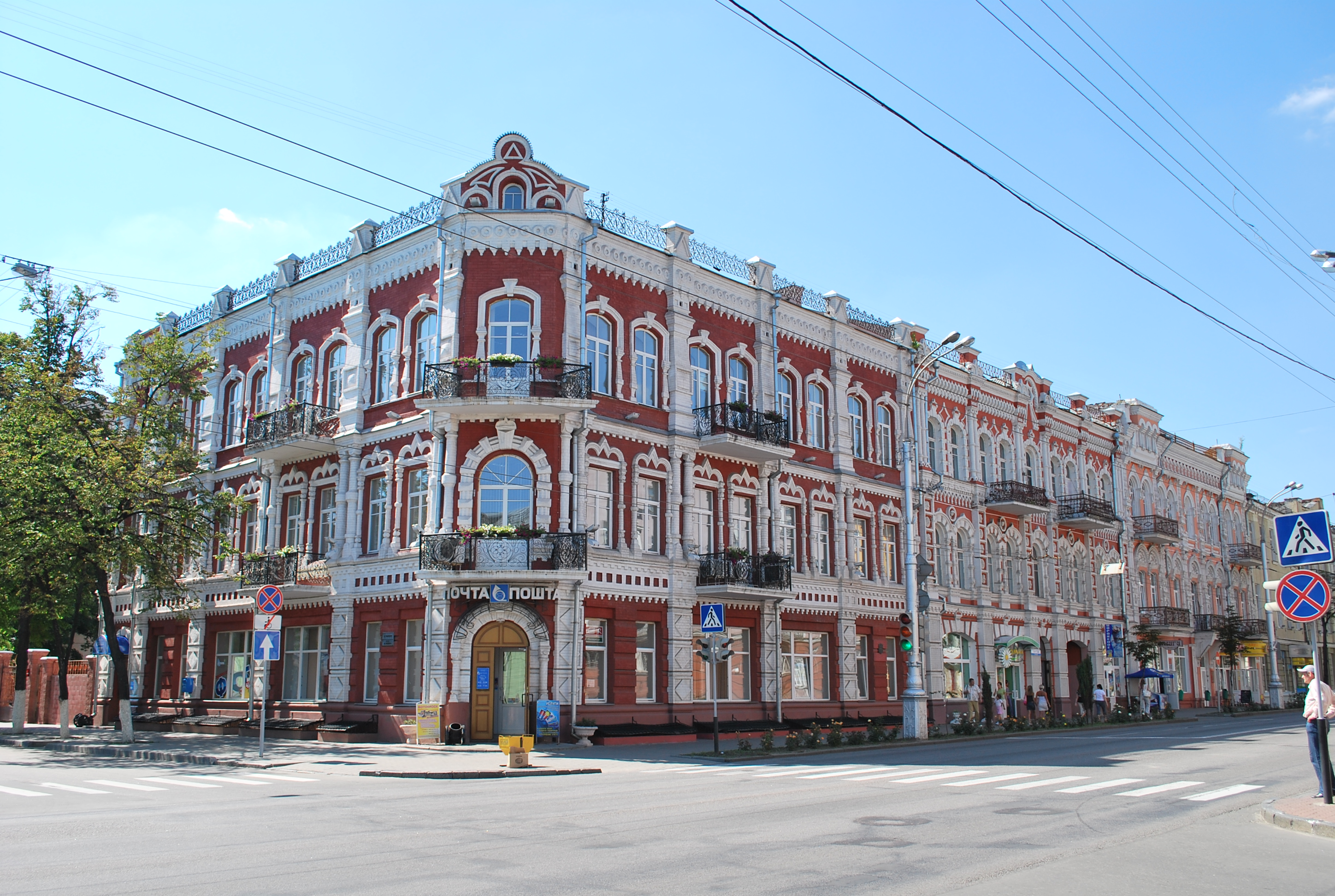
L'edifici de correus, antic hotel

Hòmiel (en belarús i rus Гомель, transcrit Hómiel del belarús i Gómel del rus), també coneguda com a Hómel o Gómel, és la segona ciutat més important de Belarús i la capital de la província de Hómiel. Té una població de 522.000 habitants (2014). Hómiel està situada al sud-est del país, al marge dret del riu Soj, vora la frontera amb Ucraïna i la planta nuclear de Txernòbil. Encara que està fortament contaminada a causa de l'accident de Txernòbil de 1986, la gent encara hi viu. Hi ha l'aeroport de Hómiel.

## Ciutats agermanades
- Aberdeen (Escòcia, Regne Unit)
- České Budějovice (República Txeca)
- Clarmont-Ferrand (França)
- Liepāja (Letònia)
- Greater Sudbury (Canadà)

## Persones il·lustres
- Victor Mikhalevski, Gran Mestre d'escacs
- Félix Blazka (1941), ballarí, coreògraf i director de companyia.